# Marianne Lundquist
Ingrid Marianne Lundquist (24 de julio de 1931 – 10 de abril de 2020) fue una nadadora de estilo libre sueca que ganó una medalla de bronce en el relevo de 4 × 100 m en el Campeonato Europeo de Natación de 1950. 

## Carrera
Compitió en los Juegos Olímpicos de 1948 y 1952 en los eventos de 100 m, 400 m y 4 × 100 m con el mejor resultado del sexto lugar en el relevo en 1952.

## Muerte
Murió el 10 de abril de 2020 de COVID-19 causado por el virus del SARS-CoV-2 durante la pandemia de enfermedad por coronavirus.